# Китайски трионикс
Китайският трионикс или Китайска мекокорубеста костенурка (Pelodiscus sinensis) е вид костенурка, за първи път описан от Вигман през 1835 година (под името Trionyx sinensis). Видът има подвид japonicus, който понякога погрешно бива класифициран като отделен вид Pelodiscus japonica. Китайският трионикс е най-известният вид сред мекочерупчестите костенурки, който в редица азиатски страни се консумира и на много места се отглежда с промишлена цел.

## Физическо описание
Китайският трионикс може да достигне големина на черупката от около 30 cm. Между пръстите на краката има плавателни ципи, които правят вида добър плувец. Костенурката е наричана „мекочерупчеста“ (soft-shell), понеже върху черупката ѝ липсват люспи от рогово вещество, а е кожеста и мека, особено отстрани. Под централната част на черупката има пласт от костно вещество, както при други костенурки, но такъв пласт по краищата липсва. Леката и гъвката черупка на този вид костенурки им позволява по-лесно да плуват във водата и да се придвижват по тинестото дъно.
Черупката на този вид костенурки е маслиненозелен на цвят и може да има тъмни петна. Коремният щит е оранжевочервен и също може да има големи тъмни петна по него. Крайниците и главата отстрани са маслинени на цвят, предните крайници отдолу са по-светли, а задните – оранжевочервени. От очите настрани излизат тъмни ивички и лунички. Гърлото е шарено, по устните е възможно също да има малки тъмни ивички. На задната част на бедрата има по един тъмен пръстен и тъмни петънца в предната част на опашката.

## Географско разпространение и местообитания
Китайските трионикси обитават Китай (включително Манджурия), Тайван, Северен Виетнам, Япония и Русия.
Трудно е да се определи какво е било оригиналното му разпространение, поради дълголетната традиция този вид костенурки да се използват за храна и средства за тонизиране. Видът е бил привнесен в Малайзия, Сингапур, Тайланд, Тимор, Батановите острови, Гуам, някои от Хавайските острови, Калифорния  и щата Вирджиния.
Видът като цяло предпочита леко солената вода. В Китай може да бъде открит в реки, езера, канали и тесни заливи със слабо течение, а на Хаваите – в блата и отводнителни канавки.

## Поведение

### Хранене
Китайският трионикс е предимно хищник, храни се с останки от риба, ракообразни, мекотели, насекоми и семена на блатни растения. Търси прехраната си през нощта.

### Придвижване
Този вид костенурки използват издължената си муцуна и тръбовидни ноздри като шнорхел, когато плуват в плитки води. Почиват си, като лежат в плитчините на дъното, заровени в пясък или тиня, изваждайки глава, за да дишат или улавят плячка. Навикът да се препичат на слънце не е добре развит при тях.
Китайските трионикси често потапят глави под водата. В генома си съдържат ген, който произвежда белтък, позволяващ им да секретират урея през устата си. Тази еволюционна адаптация им помага да оцеляват в солена вода, като отделят урея без да пият твърде много от солената вода. Вместо да елиминират уреята посредством уриниране през клоаката, както повечето костенурки, което би довело до чувствителна загуба на телесна течност, те просто я изплакват от устата си.
Когато се почувстват застрашени, някои популации от вида могат да изхвърлят неприятно миришеща течност от пори, разположени около предния ръб на черупките си.

### Размножаване
Китайският трионикс достига полова зрялост между четвъртата и шестата си година. Чифтосват се на повърхността на водата или под вода. Мъжкият държи с предните си крайници черупката на женската и се случва да я хапе по главата, врата и крайниците. Женските могат да задържат сперма от мъжките в продължение на цяла година след копулация.
Женските снасят люпила от по 8 – 30 яйца, като годишно могат да снесат от 2 до 5 пъти. Яйцата им са сферични, със средна големина 20 mm в диаметър. След инкубационния период от около 60 дни, който може да бъде по-дълъг или по-кратък в зависимост от температурата на околната среда, яйцата се излюпват. Средната дължина и ширина на черупката на новоизлюпеното е около 2,5 cm. Полът на малкото не се определя в зависимост от температурата по време на измътването.

## Природозащитен статут
Дивите популации от китайски трионикс са вписани като уязвим вид в Червения списък.
Видът бива отглеждан в китайски ферми за костенурки. Според данни от 684 такива ферми, годишно се продават над 91 милиона костенурки от вида, като се има предвид, че този брой ферми предствалява по-малко от половината от 1499 регистрирани ферми за костенурки в Китай. Костенурките от този вид са смятани за деликатес в много части на Азия, правят се на супа. В Япония биват задушавани с оризови спагети и поднасяни като зимен деликатес.
Костенурките могат да бъдат наранени, ако бъдат изпуснати или ударени, а черупките им са податливи към гъбични заболявания. В Европа китайският трионикс е популярен домашен любимец. Отглеждан в плен се храни с консервирана и прясна риба, сурово телешко, консервирана кучешка храна, мишки, жаби и пилета.